# Kwas fluorooctowy
Kwas fluorooctowy, CH
2FCOOH – organiczny związek chemiczny, mocny kwas karboksylowy, pochodna fluorowa kwasu octowego, dywersyjny bojowy środek trujący z grupy fluorooctanów.
Tworzy bezbarwne kryształy w formie igieł o temperaturze topnienia 31 °C, łatwo rozpuszczalne w wodzie i etanolu. Sole kwasu fluorooctowego występują naturalnie w przynajmniej 40 roślinach w Afryce, Australii i Ameryce Południowej, m.in. w afrykańskiej Dichapetalum cymosum, której liście i nasiona były używane przez krajowców do sporządzania zatrutych strzał i zatruwania źródeł wody oraz Chailletia toxicaria stosowanej do trutek na szczury.
Dzięki efektowi indukcyjnemu atomu fluoru kwas fluorooctowy jest ok. 100 razy mocniejszy od kwasu octowego, a jednocześnie ok. 100 razy słabszy od kwasu trifluorooctowego.
Kwas fluorooctowy działa na organizm w formie cieczy i par. Mogą wnikać przez drogi oddechowe, układ pokarmowy i skórę. Objawy zatrucia podobne jak w przypadku paralityczno-drgawkowych bojowych środków trujących. Obserwuje się ślinotok, wymioty, bezwolne oddawanie moczu i kału oraz drgawki i utratę przytomności, poprzedzające zgon. Objawy występują po okresie utajenia (od 30 minut do 6 godzin). Śmierć następuje w czasie od kilku godzin do kilku dni (w zależności od dawki) na skutek zahamowania procesów oddychania komórkowego.
Silnie toksyczne są także estry kwasu fluorooctowego, np. fluorooctan etylu.